# سینما گومون استیت

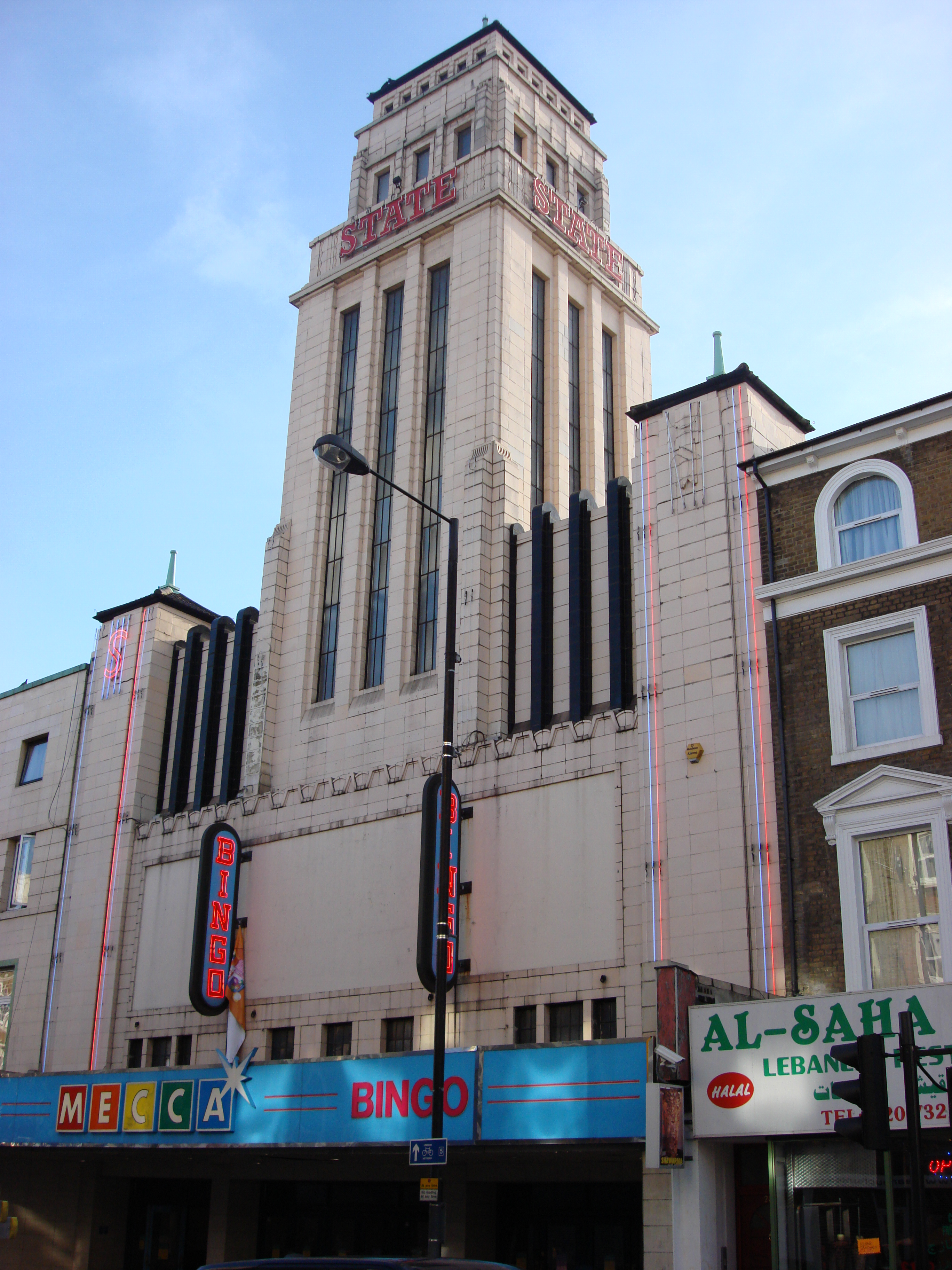
سینما گومون استیت در خیابان کلبرن های

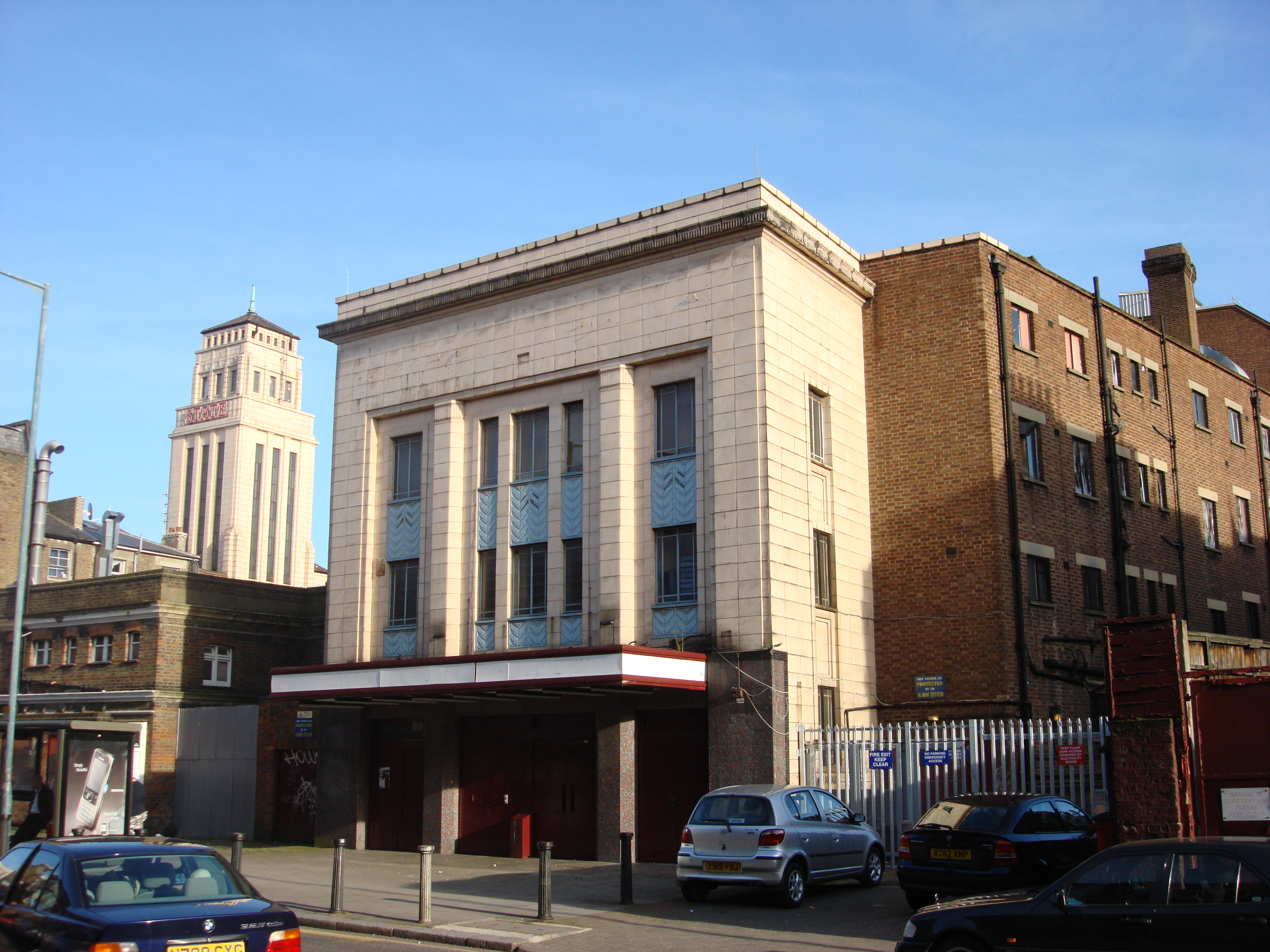
ورودی سوم سینما

سینما گومون استیت (انگلیسی: Gaumont State Cinema) یک سالن سینما و تئاتر سابق در لندن، انگلستان است.
این سالن که در سال ۱۹۳۷ تأسیس شده با ۴۰۰۴ نفر ظرفیت از بزرگترین سالن‌های بصری در اروپا بوده، نام و طرح سینما گومون استیت با برجی به طول ۳۷ متر برگرفته از ساختمان امپایر استیت در نیویورک است.